# أم جلود (السودان)
أم جلود، قرية سودانية في ولاية الجزيرة تبعد عن مدينة ود مدني حوالي 75 كيلو متر في الجنوب الشرقي.
تقع قرية أم جلود، علي حدود نهاية أربع مكاتب حيث تعتبر نهاية مكتب التبوب الذي يقع شرق القرية، ونهاية حدود مكتب ودالبر الذي يقع جنوب القرية، ونهاية مكتب عبد الرحمن الذي يقع غرب القرية، ونهاية حدود مكتب ودحسين الذي يقع شمال القرية.
مساحه القرية حوالي1كيلومتر مربع، وتتكون القرية من أربعة أحياء:
1. حي الشيخ عبد القادر
2. حي عبدالشافع
3. حي نورين
4. حي دفع الله

يوجد في القرية مسجدان، ومدرسة أساس، ومدرسة ثانوي ومركز صحي.